# Grandeur molaire partielle
En thermodynamique, une grandeur molaire partielle quantifie l'évolution d'une grandeur extensive d'un système thermodynamique en fonction de l'évolution de la quantité de l'un de ses constituants.
La grandeur molaire partielle, notée {\displaystyle {\bar {X}}_{i}}, d'un corps {\displaystyle i} dans un mélange est définie par la dérivée partielle de la grandeur extensive totale {\displaystyle X} du mélange par rapport à la quantité (nombre de moles) {\displaystyle n_{i}} du corps {\displaystyle i}, à pression {\displaystyle P}, température {\displaystyle T} et quantités des autres composants du mélange constantes :
| Grandeur molaire partielle : {\displaystyle {\bar {X}}_{i}=\left({\frac {\partial X}{\partial n_{i}}}\right)_{P,T,n_{j\neq i}}} |

La grandeur molaire partielle {\displaystyle {\bar {X}}_{i}} d'un corps {\displaystyle i} dans un mélange représente la contribution du corps {\displaystyle i} à la grandeur totale du mélange {\displaystyle X} : celle-ci est en effet reliée aux grandeurs molaires partielles de tous les constituants du mélange par le théorème d'Euler.

## Définition
Soit un mélange de {\displaystyle N} constituants (pour un corps pur {\displaystyle N=1}) à pression {\displaystyle P} et température {\displaystyle T}, chaque constituant {\displaystyle i} étant représenté par {\displaystyle n_{i}} moles, le mélange étant en une seule phase (gaz, liquide ou solide).
Les grandeurs extensives décrivant ce mélange, et en particulier les quatre potentiels thermodynamiques {\displaystyle U} énergie interne, {\displaystyle H} enthalpie, {\displaystyle G} enthalpie libre et {\displaystyle F} énergie libre, sont le plus souvent écrits comme des fonctions des variables {\displaystyle P} pression, {\displaystyle T} température, {\displaystyle V} volume, {\displaystyle S} entropie et {\displaystyle n} quantité de matière. Parmi ces variables, la pression et la température sont des variables intensives, le volume, l'entropie et la quantité de matière sont des variables extensives.
Si l'on veut étudier la variation d'une grandeur extensive {\displaystyle X} d'un mélange en fonction de la seule quantité {\displaystyle n_{i}} de l'un de ses constituants {\displaystyle i}, il est nécessaire de fixer toutes les autres variables ayant une influence sur {\displaystyle X}. Cela n'est possible que si l'on fixe les variables intensives pression et température et les quantités des constituants du mélange autres que {\displaystyle i}. En effet, on ne peut par exemple faire varier la quantité de {\displaystyle i} à température constante sans faire varier le volume ou l'entropie, car ces variables extensives dépendent elles-mêmes de la quantité de {\displaystyle i}. À contrario, il est possible de travailler à pression et température constantes car ces variables sont intensives.
La grandeur molaire partielle {\displaystyle {\bar {X}}_{i}} d'un corps {\displaystyle i} dans le mélange est donc définie par la dérivée partielle de {\displaystyle X} par rapport à {\displaystyle n_{i}} à pression, température et quantités des constituants autres que {\displaystyle i} constantes :
| Grandeur molaire partielle : {\displaystyle {\bar {X}}_{i}=\left({\frac {\partial X}{\partial n_{i}}}\right)_{P,T,n_{j\neq i}}} |

avec :
- {\displaystyle {\bar {X}}_{i}} la grandeur molaire partielle du composé {\displaystyle i} dans le mélange ;
- {\displaystyle X} la grandeur extensive totale du mélange ;
- {\displaystyle n_{i}} la quantité (nombre de moles) du composé {\displaystyle i} dans le mélange ;
- {\displaystyle n_{j\neq i}} la quantité du composé {\displaystyle j}, autre que {\displaystyle i}, dans le mélange.

La dimension d'une grandeur molaire partielle est celle de la grandeur exprimée par mole, par exemple :
- l'enthalpie {\displaystyle H} est exprimée en joules (J), l'enthalpie molaire partielle d'un corps {\displaystyle i} {\displaystyle {\bar {H}}_{i}} en joules par mole (J/mol) ;
- l'entropie {\displaystyle S} est exprimée en joules par kelvin (J/K), l'entropie molaire partielle d'un corps {\displaystyle i} {\displaystyle {\bar {S}}_{i}} en joules par kelvin mole (J K−1 mol−1) ;
- le volume {\displaystyle V} est exprimé en mètres cubes (m3), le volume molaire partiel d'un corps {\displaystyle i} {\displaystyle {\bar {V}}_{i}} en mètres cubes par mole (m3/mol).

Une grandeur molaire partielle est une grandeur intensive.
La grandeur molaire partielle {\displaystyle {\bar {X}}_{i}} est le plus souvent positive, mais il existe de rares cas dans lesquels elle peut être négative. Dans le cas de mélanges liquides de constituants dont les molécules sont de tailles très différentes, le volume molaire partiel {\displaystyle {\bar {V}}_{i}} de l'une des espèces peut être négatif. Par exemple, lorsque l'on dissout 0,1 mole de sulfate de magnésium MgSO4 dans un litre d'eau, le volume de la solution obtenue est inférieur à un litre : le volume se contracte par addition de MgSO4, son volume molaire partiel est donc négatif.
La relation {\displaystyle X=\sum _{i=1}^{N}n_{i}{\bar {X}}_{i}} donnée par le théorème d'Euler (voir plus loin) indique que la grandeur {\displaystyle n_{i}{\bar {X}}_{i}} d'un corps {\displaystyle i} constitue la contribution de ce corps à la grandeur {\displaystyle X} du mélange : la grandeur molaire partielle {\displaystyle {\bar {X}}_{i}} dépend donc de la nature de ce constituant. D'autre part, par sa définition en tant que dérivée partielle de {\displaystyle X}, la grandeur {\displaystyle {\bar {X}}_{i}} représente l'influence du corps {\displaystyle i} sur le mélange : la grandeur {\displaystyle {\bar {X}}_{i}} dépend donc, outre de la pression et de la température, de la composition du mélange (fractions molaires {\displaystyle x_{i}}) : {\displaystyle {\bar {X}}_{i}={\bar {X}}_{i}\!\left(P,T,x\right)}.
Lorsque le mélange tend vers le corps {\displaystyle i} pur, la grandeur {\displaystyle {\bar {X}}_{i}} tend vers la grandeur molaire {\displaystyle {\bar {X}}_{i}^{*}} du corps {\displaystyle i} pur, et {\displaystyle X} tend vers {\displaystyle n_{i}{\bar {X}}_{i}^{*}} :
Lorsque la quantité du corps {\displaystyle i} tend vers zéro, la grandeur {\displaystyle {\bar {X}}_{i}} tend vers la grandeur molaire partielle {\displaystyle {\bar {X}}_{i,s}^{\infty }} du corps {\displaystyle i} à dilution infinie dans le solvant {\displaystyle s}.
Cette grandeur n'est pas nulle, la contribution {\displaystyle n_{i}{\bar {X}}_{i}} du corps {\displaystyle i} à la grandeur {\displaystyle X} s'annule parce que la quantité de matière {\displaystyle n_{i}} s'annule. La grandeur {\displaystyle {\bar {X}}_{i,s}^{\infty }} à dilution infinie est souvent très différente de la grandeur {\displaystyle {\bar {X}}_{i}^{*}} du corps {\displaystyle i} pur (par ex. : à l'extrême pour le potentiel chimique {\displaystyle \mu _{i,s}^{\infty }=-\infty } quels que soient le corps {\displaystyle i} et le solvant {\displaystyle s}), l'environnement des molécules de {\displaystyle i} étant très différent d'un cas à l'autre. De plus, cette grandeur dépend de la nature du solvant {\displaystyle s} et n'est donc valable que pour le couple {\displaystyle (i,s)} : si le solvant {\displaystyle s} change, la grandeur à dilution infinie de {\displaystyle i} change.

## Relations entre grandeurs molaires partielles
Les grandeurs molaires partielles sont liées entre elles par les mêmes relations que les grandeurs extensives.

### Potentiels thermodynamiques
Si l'on considère par exemple l'enthalpie libre {\displaystyle G} :
on peut écrire, en dérivant par la quantité de matière {\displaystyle n_{i}} de n'importe quel constituant, à {\displaystyle P} et {\displaystyle T} constantes :
{\displaystyle \left({\frac {\partial G}{\partial n_{i}}}\right)_{P,T,n_{j\neq i}}=\left({\frac {\partial U+PV-TS}{\partial n_{i}}}\right)_{P,T,n_{j\neq i}}}
{\displaystyle =\left({\frac {\partial U}{\partial n_{i}}}\right)_{P,T,n_{j\neq i}}+\left({\frac {\partial PV}{\partial n_{i}}}\right)_{P,T,n_{j\neq i}}-\left({\frac {\partial TS}{\partial n_{i}}}\right)_{P,T,n_{j\neq i}}}
Or, puisque les dérivées partielles se font à {\displaystyle P} et {\displaystyle T} constantes, on a :
{\displaystyle \left({\frac {\partial PV}{\partial n_{i}}}\right)_{P,T,n_{j\neq i}}=P\left({\frac {\partial V}{\partial n_{i}}}\right)_{P,T,n_{j\neq i}}}
{\displaystyle \left({\frac {\partial TS}{\partial n_{i}}}\right)_{P,T,n_{j\neq i}}=T\left({\frac {\partial S}{\partial n_{i}}}\right)_{P,T,n_{j\neq i}}}
soit, avec :
- {\displaystyle {\bar {G}}_{i}=\left({\frac {\partial G}{\partial n_{i}}}\right)_{P,T,n_{j\neq i}}}, enthalpie libre molaire partielle ;
- {\displaystyle {\bar {U}}_{i}=\left({\frac {\partial U}{\partial n_{i}}}\right)_{P,T,n_{j\neq i}}}, énergie interne molaire partielle ;
- {\displaystyle {\bar {V}}_{i}=\left({\frac {\partial V}{\partial n_{i}}}\right)_{P,T,n_{j\neq i}}}, volume molaire partiel ;
- {\displaystyle {\bar {S}}_{i}=\left({\frac {\partial S}{\partial n_{i}}}\right)_{P,T,n_{j\neq i}}}, entropie molaire partielle ;

pour l'enthalpie libre molaire partielle :
On aura de même pour les autres potentiels thermodynamiques :

### Équations d'état et relations de Maxwell
En appliquant le théorème de Schwarz aux équations d'état et relations de Maxwell, on aura par exemple pour le volume :
{\displaystyle V=\left({\frac {\partial G}{\partial P}}\right)_{T,n}}
{\displaystyle \left({\frac {\partial V}{\partial n_{i}}}\right)_{P,T,n_{j\neq i}}=\left({\frac {\partial }{\partial n_{i}}}\left({\frac {\partial G}{\partial P}}\right)_{T,n}\right)_{P,T,n_{j\neq i}}=\left({\frac {\partial }{\partial P}}\left({\frac {\partial G}{\partial n_{i}}}\right)_{P,T,n_{j\neq i}}\right)_{T,n}}
d'où :
{\displaystyle {\bar {V}}_{i}=\left({\frac {\partial {\bar {G}}_{i}}{\partial P}}\right)_{T,n}}
On a par conséquent, entre autres :

### Relation de Gibbs-Helmholtz
En appliquant le théorème de Schwarz à la relation de Gibbs-Helmholtz on aura pour les enthalpie et enthalpie libre molaires partielles :
On a également la relation équivalente pour les énergie interne et énergie libre molaires partielles :

### Capacités thermiques
La capacité thermique isochore {\displaystyle C_{V}} et la capacité thermique isobare {\displaystyle C_{P}} sont respectivement définies par :
{\displaystyle C_{V}=T\left({\frac {\partial S}{\partial T}}\right)_{V,n}=\left({\frac {\partial U}{\partial T}}\right)_{V,n}}
{\displaystyle C_{P}=T\left({\frac {\partial S}{\partial T}}\right)_{P,n}=\left({\frac {\partial H}{\partial T}}\right)_{P,n}}
En appliquant le théorème de Schwarz, on a donc :

## Autres relations

### Le potentiel chimique
Le potentiel chimique {\displaystyle \mu _{i}} d'un constituant {\displaystyle i} dans un mélange est, par définition, la variable intensive conjuguée de la variable extensive « quantité de matière de {\displaystyle i} », {\displaystyle n_{i}}. Dans le cas particulier de l'enthalpie libre {\displaystyle G}, le potentiel chimique du corps {\displaystyle i} correspond à l'enthalpie libre molaire partielle du corps {\displaystyle i}, {\displaystyle {\bar {G}}_{i}} :
Le potentiel chimique est également lié à d'autres grandeurs molaires partielles selon :
- {\displaystyle {\bar {V}}_{i}=\left({\frac {\partial V}{\partial n_{i}}}\right)_{P,T,n_{j\neq i}}}, volume molaire partiel : {\displaystyle {\bar {V}}_{i}=\left({\frac {\partial \mu _{i}}{\partial P}}\right)_{T,n}}, selon l'une des équations d'état ;
- {\displaystyle {\bar {S}}_{i}=\left({\frac {\partial S}{\partial n_{i}}}\right)_{P,T,n_{j\neq i}}}, entropie molaire partielle : {\displaystyle {\bar {S}}_{i}=-\left({\frac {\partial \mu _{i}}{\partial T}}\right)_{P,n}}, selon l'une des équations d'état ;
- {\displaystyle {\bar {H}}_{i}=\left({\frac {\partial H}{\partial n_{i}}}\right)_{P,T,n_{j\neq i}}}, enthalpie molaire partielle : {\displaystyle {\bar {H}}_{i}=\left({\frac {\partial {\frac {\mu _{i}}{T}}}{\partial {\frac {1}{T}}}}\right)_{P,n}}, selon la relation de Gibbs-Helmholtz ;
- {\displaystyle {\bar {F}}_{i}=\left({\frac {\partial F}{\partial n_{i}}}\right)_{P,T,n_{j\neq i}}}, énergie libre molaire partielle : {\displaystyle {\bar {F}}_{i}=\mu _{i}-P\left({\frac {\partial \mu _{i}}{\partial P}}\right)_{T,n}}, selon {\displaystyle {\bar {F}}_{i}={\bar {G}}_{i}-P{\bar {V}}_{i}} ;
- {\displaystyle {\bar {U}}_{i}=\left({\frac {\partial U}{\partial n_{i}}}\right)_{P,T,n_{j\neq i}}}, énergie interne molaire partielle : {\displaystyle {\bar {U}}_{i}=\left({\frac {\partial {\frac {\mu _{i}}{T}}}{\partial {\frac {1}{T}}}}\right)_{P,n}-P\left({\frac {\partial \mu _{i}}{\partial P}}\right)_{T,n}}, selon {\displaystyle {\bar {U}}_{i}={\bar {H}}_{i}-P{\bar {V}}_{i}}.

### Théorème d'Euler
Le théorème d'Euler sur les fonctions homogènes du premier ordre lie toute grandeur extensive {\displaystyle X} aux grandeurs molaires partielles {\displaystyle {\bar {X}}_{i}}, définies aux mêmes {\displaystyle P}, {\displaystyle T} et composition, selon :
| Théorème d'Euler : {\displaystyle X=\sum _{i=1}^{N}n_{i}{\bar {X}}_{i}} |

En divisant par {\displaystyle n=\sum _{i=1}^{N}n_{i}} la quantité totale de matière dans le mélange, on a également la relation :
| Grandeur molaire du mélange : {\displaystyle {\bar {X}}=\sum _{i}^{N}x_{i}{\bar {X}}_{i}} |

avec :
- {\displaystyle {\bar {X}}={\frac {X}{n}}} la grandeur molaire du mélange ;
- {\displaystyle x_{i}={\frac {n_{i}}{n}}} la fraction molaire du corps {\displaystyle i} dans le mélange.

En particulier pour l'enthalpie libre {\displaystyle G} on peut écrire, étant donné l'identité des enthalpies libres molaires partielles {\displaystyle {\bar {G}}_{i}} et des potentiels chimiques {\displaystyle \mu _{i}} :

### Relation de Gibbs-Duhem générale
Toute grandeur extensive {\displaystyle X} peut être exprimée en fonction de la pression {\displaystyle P}, de la température {\displaystyle T} et des quantités de matière {\displaystyle n_{i}} : {\displaystyle X=X\!\left(P,T,n\right)}, même si {\displaystyle P} et {\displaystyle T} ne sont pas ses variables naturelles. Aussi peut-on écrire la différentielle totale de toute grandeur extensive sous la forme :
{\displaystyle \mathrm {d} X=\left({\partial X \over \partial P}\right)_{T,n}\,\mathrm {d} P+\left({\partial X \over \partial T}\right)_{P,n}\,\mathrm {d} T+\sum _{i=1}^{N}{\bar {X}}_{i}\,\mathrm {d} n_{i}}
Le théorème d'Euler sur les fonctions homogènes du premier ordre lie toute grandeur extensive {\displaystyle X} aux grandeurs molaires partielles {\displaystyle {\bar {X}}_{i}}, définies aux mêmes {\displaystyle P}, {\displaystyle T} et composition, selon :
{\displaystyle X=\sum _{i=1}^{N}n_{i}{\bar {X}}_{i}}
En différentiant cette expression il vient :
{\displaystyle \mathrm {d} X=\sum _{i=1}^{N}n_{i}\,\mathrm {d} {\bar {X}}_{i}+\sum _{i=1}^{N}{\bar {X}}_{i}\,\mathrm {d} n_{i}}
En identifiant terme à terme les deux expressions de {\displaystyle \mathrm {d} X}, nous obtenons la relation de Gibbs-Duhem générale :
| Relation de Gibbs-Duhem générale : {\displaystyle \left({\partial X \over \partial P}\right)_{T,n}\,\mathrm {d} P+\left({\partial X \over \partial T}\right)_{P,n}\,\mathrm {d} T=\sum _{i=1}^{N}n_{i}\,\mathrm {d} {\bar {X}}_{i}} |

Cette relation permet, entre autres choses, la détermination des grandeurs molaires partielles d'un mélange binaire selon une méthode graphique détaillée dans l'article Relation de Gibbs-Duhem.
Cette relation est particulièrement utilisée avec l'enthalpie libre {\displaystyle G} parce qu'elle implique les potentiels chimiques et qu'elle peut ainsi être déclinée aux fugacités, coefficients de fugacité, activités chimique et coefficients d'activité. C'est cette relation en particulier qui est appelée relation de Gibbs-Duhem :

### Relations avec les grandeurs molaires
On peut écrire, puisque par définition de la grandeur molaire {\displaystyle X=n{\bar {X}}} et {\displaystyle n=\sum _{i=1}^{N}n_{i}} :
| {\displaystyle {\bar {X}}_{i}={\bar {X}}+n\left({\partial {\bar {X}} \over \partial n_{i}}\right)_{P,T,n_{j\neq i}}} |

La grandeur molaire peut être écrite aussi bien en tant que fonction des quantités que des fractions molaires des constituants du mélange :
{\displaystyle {\bar {X}}={\bar {X}}\!\left(P,T,n\right)={\bar {X}}\!\left(P,T,x\right)}
Le théorème de dérivation des fonctions composées permet d'écrire :
{\displaystyle \left({\partial {\bar {X}} \over \partial n_{i}}\right)_{P,T,n_{j\neq i}}=\sum _{j=1}^{N}\left({\partial {\bar {X}} \over \partial x_{j}}\right)_{P,T,x_{k\neq j}}\left({\partial x_{j} \over \partial n_{i}}\right)_{P,T,n_{k\neq i}}}
Les quantités de matière et les fractions molaires étant liées par la définition {\displaystyle x_{i}=n_{i}/n}, on a :
- si {\displaystyle i=j} : {\displaystyle \left({\partial x_{i} \over \partial n_{i}}\right)_{n_{k\neq i}}={1 \over n}-{n_{i} \over n^{2}}={1 \over n}-{x_{i} \over n}} ;
- si {\displaystyle i\neq j} : {\displaystyle \left({\partial x_{j} \over \partial n_{i}}\right)_{n_{k\neq i}}=-{n_{j} \over n^{2}}=-{x_{j} \over n}}.

Par conséquent :
{\displaystyle \left({\partial {\bar {X}} \over \partial n_{i}}\right)_{P,T,n_{j\neq i}}={1 \over n}\left({\partial {\bar {X}} \over \partial x_{i}}\right)_{P,T,x_{k\neq i}}-\sum _{j=1}^{N}{x_{j} \over n}\left({\partial {\bar {X}} \over \partial x_{j}}\right)_{P,T,n_{k\neq j}}}
et finalement :
| {\displaystyle {\bar {X}}_{i}={\bar {X}}+\left({\partial {\bar {X}} \over \partial x_{i}}\right)_{P,T,x_{k\neq i}}-\sum _{j=1}^{N}x_{j}\left({\partial {\bar {X}} \over \partial x_{j}}\right)_{P,T,x_{k\neq j}}} |

En particulier, dans le cas de l'enthalpie libre, avec {\displaystyle \mu _{i}} le potentiel chimique et {\displaystyle {\bar {G}}} l'enthalpie libre molaire :
{\displaystyle \mu _{i}={\bar {G}}+n\left({\partial {\bar {G}} \over \partial n_{i}}\right)_{P,T,n_{j\neq i}}={\bar {G}}+\left({\partial {\bar {G}} \over \partial x_{i}}\right)_{P,T,x_{k\neq i}}-\sum _{j=1}^{N}x_{j}\left({\partial {\bar {G}} \over \partial x_{j}}\right)_{P,T,x_{k\neq j}}}

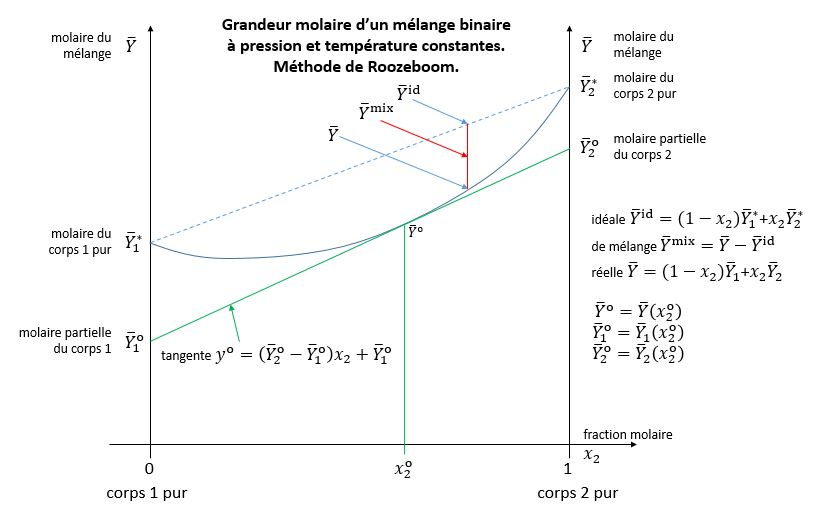
Méthode de Roozeboom.

Dans le cas d'un mélange binaire, ne contenant que deux espèces chimiques, la méthode de Roozeboom permet de déterminer les grandeurs molaires partielles des deux espèces à partir d'un diagramme représentant, à pression et température constantes, une grandeur molaire en fonction de la fraction molaire de l'une des deux espèces. En un point quelconque de la courbe, la tangente à la courbe donne les grandeurs molaires partielles des deux espèces par ses interceptions des axes des ordonnées 0 et 1.

## Calcul des grandeurs molaires partielles

### Cas d'un corps pur ou d'un mélange
Pour un corps pur, les grandeurs molaires partielles se confondent avec les grandeurs molaires :
{\displaystyle {\bar {X}}_{i}^{*}=\left({\frac {\partial X_{i}^{*}}{\partial n_{i}}}\right)_{P,T}={\frac {X_{i}^{*}}{n_{i}}}}
avec :
- {\displaystyle X_{i}^{*}}, grandeur extensive du corps {\displaystyle i} pur ;
- {\displaystyle {\bar {X}}_{i}^{*}}, grandeur molaire du corps {\displaystyle i} pur ;
- {\displaystyle n_{i}}, quantité de {\displaystyle i}.

Si l'on considère un mélange comme un corps pur, on peut de même assimiler les grandeurs molaires du mélange à des grandeurs molaires partielles :
{\displaystyle {\bar {X}}=\left({\frac {\partial X}{\partial n}}\right)_{P,T}={\frac {X}{n}}}
avec :
- {\displaystyle X}, grandeur extensive du mélange ;
- {\displaystyle {\bar {X}}}, grandeur molaire du mélange ;
- {\displaystyle n}, quantité totale de matière dans le mélange.

### Cas des solutions idéales
Dans une solution idéale, pour chaque constituant {\displaystyle i}, l'écart entre la grandeur molaire partielle en solution idéale {\displaystyle {\bar {X}}_{i}^{\text{id}}} et la grandeur molaire du corps pur {\displaystyle {\bar {X}}_{i}^{*}} est appelé grandeur molaire partielle de mélange idéale, notée {\displaystyle {\bar {X}}_{i}^{\text{mix,id}}}, toutes ces grandeurs étant définies aux mêmes pression, température, composition et phase :
Certaines grandeurs molaires partielles {\displaystyle {\bar {X}}_{i}^{\text{id}}} s'identifient avec les grandeurs molaires des corps purs {\displaystyle {\bar {X}}_{i}^{*}}, notamment pour :
- le volume :
  - {\displaystyle {\bar {V}}_{i}^{\text{id}}={\bar {V}}_{i}^{*}} ;
  - {\displaystyle {\bar {V}}_{i}^{\text{mix,id}}=0} ;
- l'enthalpie :
  - {\displaystyle {\bar {H}}_{i}^{\text{id}}={\bar {H}}_{i}^{*}} ;
  - {\displaystyle {\bar {H}}_{i}^{\text{mix,id}}=0} ;
- et l'énergie interne :
  - {\displaystyle {\bar {U}}_{i}^{\text{id}}={\bar {H}}_{i}^{\text{id}}-P{\bar {V}}_{i}^{\text{id}}={\bar {H}}_{i}^{*}-P{\bar {V}}_{i}^{*}={\bar {U}}_{i}^{*}} ;
  - {\displaystyle {\bar {U}}_{i}^{\text{mix,id}}=0} ;

Toutefois, cela n'est pas vrai pour :
- l'entropie :
  - {\displaystyle {\bar {S}}_{i}^{\text{id}}={\bar {S}}_{i}^{*}-R\ln x_{i}} ;
  - {\displaystyle {\bar {S}}_{i}^{\text{mix,id}}=-R\ln x_{i}} ;
- l'enthalpie libre :
  - {\displaystyle {\bar {G}}_{i}^{\text{id}}={\bar {G}}_{i}^{*}+RT\ln x_{i}}, soit {\displaystyle \mu _{i}^{\text{id}}=\mu _{i}^{*}+RT\ln x_{i}}, relation qui définit la solution idéale ;
  - {\displaystyle {\bar {G}}_{i}^{\text{mix,id}}=RT\ln x_{i}} ;
- et l'énergie libre :
  - {\displaystyle {\bar {F}}_{i}^{\text{id}}={\bar {F}}_{i}^{*}+RT\ln x_{i}} ;
  - {\displaystyle {\bar {F}}_{i}^{\text{mix,id}}=RT\ln x_{i}} ;

avec {\displaystyle x_{i}} la fraction molaire du corps {\displaystyle i} dans le mélange.

### Cas des mélanges réels
Une grandeur molaire partielle {\displaystyle {\bar {X}}_{i}} d'une solution réelle est calculée à partir de la grandeur molaire partielle équivalente d'une solution idéale {\displaystyle {\bar {X}}_{i}^{\text{id}}} à laquelle on ajoute une grandeur molaire partielle (selon le cas grandeur molaire partielle résiduelle {\displaystyle {\bar {X}}_{i}^{\text{RES}}} ou grandeur molaire partielle d'excès {\displaystyle {\bar {X}}_{i}^{\text{E}}}) représentant l'écart à l'idéalité.

#### Cas d'un mélange gazeux
La solution idéale prise comme référence est un mélange de gaz parfaits dont les propriétés sont calculées à partir des propriétés des corps purs à l'état de gaz parfaits aux mêmes pression et température que le mélange gazeux réel. Selon le théorème de Gibbs, un mélange de gaz parfaits est une solution idéale.
Les grandeurs molaires partielles {\displaystyle {\bar {X}}_{i}^{\text{g}}} du mélange gazeux réel sont obtenues selon :
| Grandeur molaire partielle dans un mélange gazeux réel : {\displaystyle {\bar {X}}_{i}^{\text{g}}={\bar {X}}_{i}^{\bullet ,*}+{\bar {X}}_{i}^{\text{mix,id}}+{\bar {X}}_{i}^{\text{RES}}} |

avec :
- {\displaystyle {\bar {X}}_{i}^{\bullet ,*}}, grandeur molaire du corps {\displaystyle i} à l'état de gaz parfait pur aux mêmes {\displaystyle P} et {\displaystyle T} que le mélange gazeux réel ;
- {\displaystyle {\bar {X}}_{i}^{\text{mix,id}}}, grandeur molaire partielle de mélange idéale ;
- {\displaystyle {\bar {X}}_{i}^{\text{RES}}}, grandeur molaire partielle résiduelle calculée à partir d'une équation d'état.

La grandeur molaire partielle idéale d'un corps en mélange de gaz parfaits vaut :
{\displaystyle {\bar {X}}_{i}^{\text{g,id}}={\bar {X}}_{i}^{\bullet }={\bar {X}}_{i}^{\bullet ,*}+{\bar {X}}_{i}^{\text{mix,id}}}
on lui ajoute la grandeur molaire partielle résiduelle pour obtenir la grandeur molaire partielle réelle :
Les grandeurs résiduelles correspondent donc aux écarts entre un mélange de gaz parfaits et un mélange de gaz réels aux mêmes pression, température et composition.
Les grandeurs molaires partielles de mélange pour le mélange gazeux réel valent :
{\displaystyle {\bar {X}}_{i}^{\text{g,mix}}={\bar {X}}_{i}^{\text{mix,id}}+{\bar {X}}_{i}^{\text{RES}}}
la grandeur molaire partielle réelle est donc calculée à partir de la grandeur molaire du corps à l'état de gaz parfait pur selon :
Les grandeurs de mélange correspondent aux écarts entre les propriétés des corps purs à l'état de gaz parfait et celui du mélange gazeux réel aux mêmes pression et température.
Exemple - l'enthalpie libre
En particulier pour l'enthalpie libre molaire partielle {\displaystyle {\bar {G}}_{i}^{\text{g}}}, en introduisant la fraction molaire {\displaystyle x_{i}^{\text{g}}} et le coefficient de fugacité {\displaystyle \phi _{i}^{\text{g}}}, on a pour chaque constituant {\displaystyle i} :
- {\displaystyle {\bar {G}}_{i}^{\bullet ,*}}, enthalpie libre molaire du corps {\displaystyle i} à l'état de gaz parfait pur aux mêmes {\displaystyle P} et {\displaystyle T} que le mélange gazeux réel ;
- {\displaystyle {\bar {G}}_{i}^{\text{mix,id}}=RT\ln x_{i}^{\text{g}}}, enthalpie libre molaire partielle de mélange idéale ;
- {\displaystyle {\bar {G}}_{i}^{\text{g,id}}={\bar {G}}_{i}^{\bullet }={\bar {G}}_{i}^{\bullet ,*}+{\bar {G}}_{i}^{\text{mix,id}}={\bar {G}}_{i}^{\bullet ,*}+RT\ln x_{i}^{\text{g}}}, enthalpie libre molaire partielle idéale ;
- {\displaystyle {\bar {G}}_{i}^{\text{RES}}=RT\ln \phi _{i}^{\text{g}}}, enthalpie libre molaire partielle résiduelle ;
- {\displaystyle {\bar {G}}_{i}^{\text{g,mix}}={\bar {G}}_{i}^{\text{mix,id}}+{\bar {G}}_{i}^{\text{RES}}=RT\ln \!\left(x_{i}^{\text{g}}\phi _{i}^{\text{g}}\right)}, enthalpie libre molaire partielle de mélange ;

ou, en notant {\displaystyle f_{i}^{\text{g}}=x_{i}^{\text{g}}\phi _{i}^{\text{g}}P} la fugacité du constituant {\displaystyle i} :

#### Cas d'un mélange liquide ou solide
Pour une phase liquide, la solution idéale prise comme référence est un mélange dont les propriétés sont calculées à partir des propriétés des corps purs liquides aux mêmes pression et température que le mélange liquide réel.
Les grandeurs molaires partielles {\displaystyle {\bar {X}}_{i}^{\text{l}}} du mélange liquide réel sont obtenues selon :
| Grandeur molaire partielle dans un mélange liquide réel : {\displaystyle {\bar {X}}_{i}^{\text{l}}={\bar {X}}_{i}^{\text{l,*}}+{\bar {X}}_{i}^{\text{mix,id}}+{\bar {X}}_{i}^{\text{E}}} |

avec :
- {\displaystyle {\bar {X}}_{i}^{\text{l,*}}}, grandeur molaire du corps {\displaystyle i} liquide pur à la {\displaystyle T} du mélange liquide réel ;
- {\displaystyle {\bar {X}}_{i}^{\text{mix,id}}}, grandeur molaire partielle de mélange idéale ;
- {\displaystyle {\bar {X}}_{i}^{\text{E}}}, grandeur molaire partielle d'excès calculée à partir d'un modèle de coefficient d'activité.

La grandeur molaire partielle idéale d'un corps en mélange liquide vaut :
{\displaystyle {\bar {X}}_{i}^{\text{l,id}}={\bar {X}}_{i}^{\text{l,*}}+{\bar {X}}_{i}^{\text{mix,id}}}
on lui ajoute la grandeur molaire partielle d'excès pour obtenir la grandeur molaire partielle réelle :
Les grandeurs d'excès correspondent donc aux écarts entre un mélange liquide idéal et un mélange de liquide réel aux mêmes pression, température et composition.
Les grandeurs molaires partielles de mélange pour le mélange liquide réel valent :
{\displaystyle {\bar {X}}_{i}^{\text{l,mix}}={\bar {X}}_{i}^{\text{mix,id}}+{\bar {X}}_{i}^{\text{E}}}
la grandeur molaire partielle réelle est donc calculée à partir de la grandeur molaire du liquide pur selon :
Les grandeurs de mélange correspondent aux écarts entre les propriétés des corps liquides purs et celui du mélange liquide réel aux mêmes pression et température.
Exemple - l'enthalpie libre
En particulier pour l'enthalpie libre molaire partielle {\displaystyle {\bar {G}}_{i}^{\text{l}}}, en introduisant la fraction molaire {\displaystyle x_{i}^{\text{l}}} et le coefficient d'activité {\displaystyle \gamma _{i}^{\text{l}}}, on a pour chaque constituant {\displaystyle i} :
- {\displaystyle {\bar {G}}_{i}^{\text{l,*}}}, enthalpie libre molaire du corps {\displaystyle i} liquide pur à la {\displaystyle T} du mélange liquide réel ;
- {\displaystyle {\bar {G}}_{i}^{\text{mix,id}}=RT\ln x_{i}^{\text{l}}}, enthalpie libre molaire partielle de mélange idéale ;
- {\displaystyle {\bar {G}}_{i}^{\text{l,id}}={\bar {G}}_{i}^{\text{l,*}}+{\bar {G}}_{i}^{\text{mix,id}}={\bar {G}}_{i}^{\text{l,*}}+RT\ln x_{i}^{\text{l}}}, enthalpie libre molaire partielle idéale ;
- {\displaystyle {\bar {G}}_{i}^{\text{E}}=RT\ln \gamma _{i}^{\text{l}}}, enthalpie libre molaire partielle d'excès ;
- {\displaystyle {\bar {G}}_{i}^{\text{l,mix}}={\bar {G}}_{i}^{\text{mix,id}}+{\bar {G}}_{i}^{\text{E}}=RT\ln \!\left(x_{i}^{\text{l}}\gamma _{i}^{\text{l}}\right)}, enthalpie libre molaire partielle de mélange ;

ou, en notant {\displaystyle a_{i}^{\text{l}}=x_{i}^{\text{l}}\gamma _{i}^{\text{l}}} l'activité chimique du constituant {\displaystyle i} :
La même approche est appliquée aux solides, la solution idéale solide étant basée sur les propriétés des corps purs solides aux mêmes pression et température que le mélange réel. Il est alors nécessaire de disposer d'un modèle de coefficients d'activité pour les solides.